# Margaret-folyó
A Margaret-folyó Nyugat-Ausztrália Kimberley régiójában található. 
A folyó fő ága a Halls Creek városától nyugatra fekvő King Leopold-hegységben ered. A folyó innen nyugati irányban folyik tovább, majd a Fitzroy-folyóba ömlik. A két folyó találkozásának közelében fekszik Fitzroy Crossing. 
A Margaret-folyónak 15 mellékfolyója van, beleértve a Mary-folyót, a Gliddon Rivert, az O'Donnell Rivert, a Leopold Rivert, a Louisa Rivert, a Station Creek, a Dead Horse Creeket, a Gidgia Creeket és a Boab Creeket.
A folyót 1879-ben Alexander Forrest felfedező nevezte el a Kimberley régióban tett expedíciója során. A folyó Margaret Elvire Forrestről kapta nevét, aki Nyugat-Ausztrália miniszterelnökének, John Forrestnek a felesége volt. 
A vidék eredeti tulajdonosai a djaru, a kitja és a konejandi népcsoport tagjai.
A Public Works Department vízszintjelző rendszert telepített 1966-ban a folyón azon a részen, ahol az egy szűk szorosba ér a Mueller-hegységben. A mai napig folytatódnak a viták arról, hogy a Fitzroy-folyó vízgyűjtőterülete ivóvízlelőhelyként szolgáljon-e az állam South West régiója számára.

## Fordítás
Ez a szócikk részben vagy egészben  a   Margaret River (Kimberley) című angol Wikipédia-szócikk ezen változatának fordításán alapul.  Az eredeti cikk szerkesztőit annak laptörténete sorolja fel. Ez a jelzés csupán a megfogalmazás eredetét és a szerzői jogokat jelzi, nem szolgál a cikkben szereplő információk forrásmegjelöléseként.